# Věznice v Besançonu
Věznice v Besançon (francouzsky: Maison d'arrêt de Besançon nebo Prison de la Butte) je věznice ve francouzském Besançonu. Byla postavena roku 1885. Během okupace 1939–1945 zde bylo popraveno mnoho odbojářů. Byl zde vězněn a popraven také francouzský školák Henri Fertet.

## Galerie

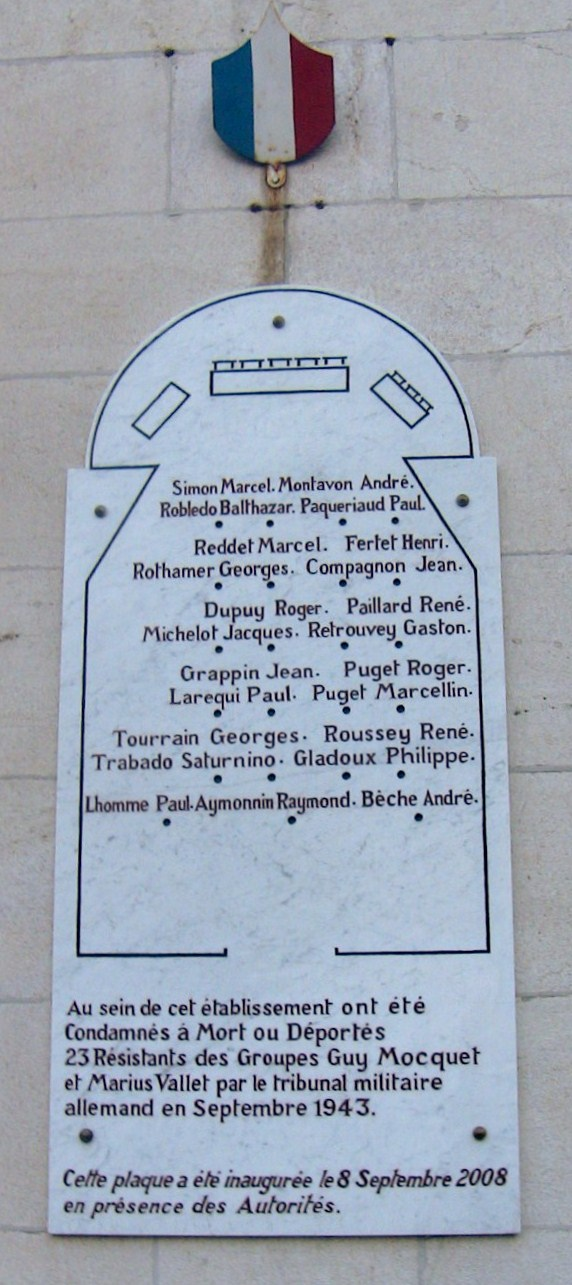
Plaketa památník
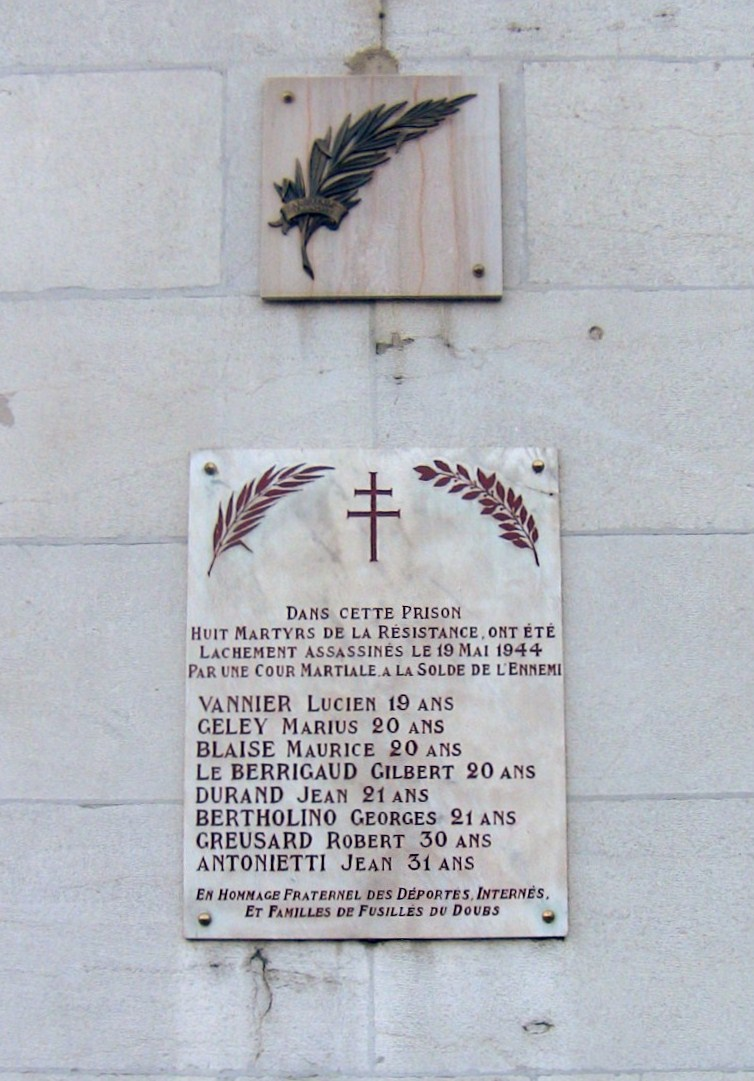
Plaketa památník
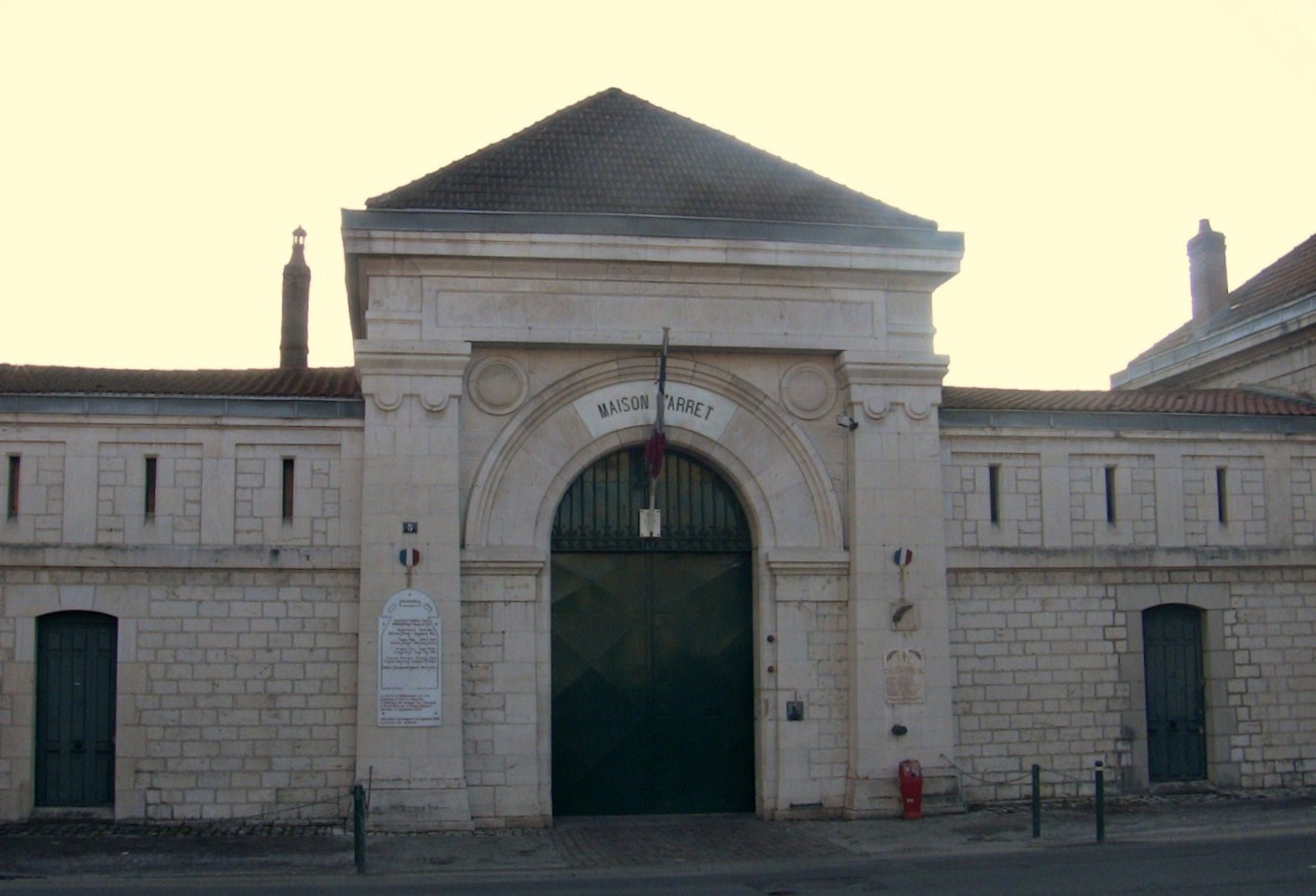
Hlavní brána